# Prognóstico
Prognóstico, em medicina, é conhecimento ou juízo antecipado, prévio, feito pelo médico, baseado necessariamente no diagnóstico médico e nas possibilidades terapêuticas, segundo o estado da arte, acerca da duração, da evolução e do eventual termo de uma doença ou quadro clínico sob seu cuidado ou orientação. É predição médica de como doença e/ou paciente irá evoluir, e se há e quais são as chances de cura.
Estudos de prognóstico são indispensáveis tanto para a equipe médica quanto para os pacientes, pois podem levar a decisões importantes sobre o curso de cada terapia e procedimento relevante à qualidade de vida e às tomadas de decisões. É de se anotar, imperativamente, que um prognóstico só é levado a efeito, pois proferido, com base em necessário e suficiente diagnóstico médico do caso, da situação, como ao momento do exame se apresenta. Não há, pois, credível prognóstico sem diagnóstico, o que, em qualquer caso, seria temeridade.

## Estudos
Os estudos de prognóstico de cada doença tratam as questões clínicas de modo semelhante aos estudos de coorte em relação a fatores de risco. Realizam-se de modo que grupos de pacientes sejam escolhidos e acompanhados no tempo para aferição de seus desfechos clínicos. São, assim, sob a óptica do método científico aceito, experimentos científicos controlados, ou, a rigor, quase-controlados.

### Prognósticoversusrisco
Estudos de risco usualmente são conduzidos com pessoas sadias, enquanto fatores prognósticos, condições associadas com um desfecho da doença — são, por definição, estudados em pessoas doentes.
Os fatores associados com um maior risco não são necessariamente os mesmos que marcam um pior prognóstico. Um exemplo simples: pressão arterial baixa reduz o risco de Infarto Agudo do Miocárdio (IAM), porém é um sinal de mau prognóstico (no sentido de prognóstico desfavorável) no curso de um episódio IAM ocorrente.

### Medidas
A medida utilizada para se estimar um prognóstico, em relação ao tempo, é também uma taxa, que representa a proporção de indivíduos que experimentam o evento desfecho sobre os indivíduos suscetíveis. Como exemplos, temos as taxas de sobrevida em 5 anos, letalidade, mortalidade por doença específica, remissão e recorrência.

#### Qualidade de vida
Cada vez mais há uma necessidade de se estabelecer não estimativas de prognóstico e/ou sobrevida, mas especialmente de se relacionar os valores numéricos de estimativas de sobrevida com medidas de qualidade de vida. Estes são fatores que podem influenciar a indicação de cirurgias, ou de procedimentos invasivos que poderiam melhorar a qualidade de vida do paciente, sem prolongar o seu sofrimento.

### Tempo Zero
Os estudos de coortes em prognósticos são observados partindo-se de um ponto no tempo, chamado de tempo zero. Este ponto deve ser claramente especificado ao longo do curso da doença, e deve ser o mesmo para cada paciente (inception cohort).

### Análise de sobrevida
Entre outros, é mais utilizado o método de Kaplan-Meier, ou do produto-limite. A probabilidade de sobreviver até qualquer ponto no tempo é estimada a partir da probabilidade cumulativa de sobreviver a cada um dos intervalos de tempo precedentes.
Na análise de Kaplan-Meier, os intervalos são entre cada evento novo (morte) e o precedente.Na maior parte do tempo, ninguém morre, e a probabilidade de sobreviver é igual a um. Quando um ou mais pacientes morrem, a probabilidade de sobreviver é calculada como a razão entre o número de pacientes sobreviventes e o número de pacientes em risco de morrer durante o intervalo.
Pacientes que já tenham morrido, que tenham se desligado ou cujo seguimento ainda não tenha alcançado o intervalo, não estão em risco de morrer neste período, e assim não são usados para estimar a sobrevida no intervalo.
Quando os pacientes são retirados do estudo por qualquer razão são chamados censurados. A probabilidade de sobreviver não muda nos intervalos em que ninguém morre. A probabilidade de sobreviver é recalculada somente nos intervalos em que há morte.